# Antonio Zangrandi
Antonio Zangrandi (Cremona, 22 giugno 1921 – Padova, 21 aprile 1993) è stato un generale e aviatore italiano.

## Biografia
Nacque a Cremona il 22 giugno 1921, frequentò il Collegio Militare di Milano negli anni 1937-1940, entrando poi nella Regia Accademia Aeronautica di Caserta "Corso Vulcano". Uscitone con il grado di Sottotenente pilota venne inviato alla specialità caccia, volando sui Fiat C.R.42 Falco, Fiat G.50 Freccia, Aermacchi C.200 Saetta e Aermacchi C.202 Folgore. Dopo la fine delle ostilità, con la ricostituzione dell'Aeronautica Militare Italiana, continuò a volare a bordo dei caccia Fiat G.59 e North American P-51 Mustang in seno al 2º Stormo Caccia Terrestre di stanza sull'aeroporto di Orio al Serio. Con l'avvento degli aviogetti l'allora Capitano Zangrandi volò presso il 2º Stormo a bordo dei primi caccia a reazione De Havilland DH.100 Vampire, e sui successivi North American F-86E Sabre. In quegli anni frequentò diversi Corsi multinazionali in ambito N.A.T.O., ad Amarillo, Texas ed in Inghilterra presso il N.A.T.O. Defense College.
Nei primi anni Sessanta con il grado di Maggiore, comandò il 10º Gruppo del 4º Stormo, di stanza dapprima a Pratica di Mare e successivamente a Grazzanise, equipaggiato con gli F-86K Sabre. Dopo vari periodi trascorsi tra la Scuola di guerra aerea per il Corso Superiore e lo Stato Maggiore dell'A.M.I., fu incaricato di organizzare l'addestramento del personale coinvolto nell'acquisizione del nuovo intercettore supersonico Lockheed F-104G Starfighter. Costituì e fu il primo Comandante del Centro di Qualificazione F-104G basato a Pratica di Mare. Dopo ulteriori periodi allo Stato Maggiore e la promozione a Colonnello, tra il 1968 e il 1969 fu comandante del 53º Stormo Caccia Intercettori Ognitempo basato sull'aeroporto di Cameri, con alle dipendenze il 21º Gruppo ed il 22°, impegnato nella transizione sul nuovo modello F-104S. Alla fine del 1969 venne inviato a Vicenza, alla 5th Allied Tactical Air Force. ed alla fine dell'anno successivo venne promosso Generale di brigata aerea. In tale veste ricoprì successivamente l'incarico di Addetto Aeronautico e per la Difesa presso l'Ambasciata d'Italia a Bonn (Germania Ovest) e, tornato in patria, assunse il comando del 1° R.O.C. (Regional Operation Center) ad Abano Terme-Monte Venda. Nel 1976 il suo ultimo incarico fu nuovamente all'estero, a Bruxelles presso il Comando della N.A.T.O. Transitato nella Pubblica Amministrazione con il grado di Generale di divisione aerea, viene successivamente promosso al grado di Generale di squadra aerea. Si spense a Padova il 21 aprile 1993.